# Stacy Peralta

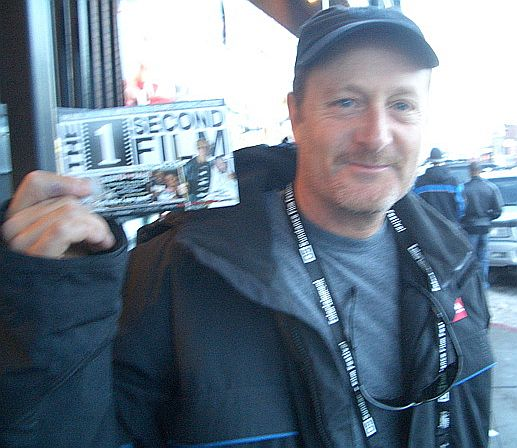
Stacy Peralta (2005)

Stacy Douglas Peralta (* 15. Oktober 1957 in Venice, Los Angeles, Kalifornien) ist ein US-amerikanischer Regisseur und Unternehmer, sowie ehemaliger Skateboarder und Team-Surfer. Er war Mitglied des berühmten Zephyr Skate Teams (Z-Boys) und gilt als Pionier des Vert-Style sowie in der Entwicklung von Skateboards. Er ist der Vater des 2012 verstorbenen Jazzpianisten Austin Peralta.

## Biografie
Stacy Peralta wuchs in einem Viertel namens Dogtown in Venice Beach, Los Angeles, einem heruntergekommenen Ort in Kalifornien auf, wo er auch in der Bucht des Pacific Ocean Park mit seinen gleichaltrigen Freunden surfen versuchte. Dies wurde allerdings vom Zephyr Surf Team, einer Gruppe von radikalen Surfern, meist nur begrenzt ermöglicht. Um die Zeit auszugleichen, fing Peralta bereits im frühen Alter an mit seinen Freunden zu skaten. Einer der Köpfe des Zephyr Surf Teams, Skip Engblom, bemerkte diese Bewegung und gründete bald das Zephyr Skate Team, besser bekannt als Z-Boys. Mit seinen Teamkollegen zusammen versuchte er, Surfstile auf die Straße zu bringen und das Zephyr Team stellte diese Techniken 1975 in Del Mar bei einem Wettbewerb erstmals national vor. Die Industrie wurde bald darauf aufmerksam und nahm viele Skater des Teams unter Vertrag, was folglich die Auflösung des Zephyr Skate Teams bedeutete. 

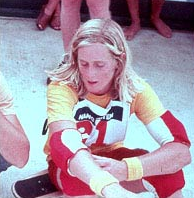
Stacy Peralta (ca. 1976)

Mit 19 war Peralta einer der bekanntesten Skateboarder der Zeit und gewann Wettbewerbe rund um den Globus. Er war nicht nur der erste seines Sports, welcher einen Sponsorvertrag bei einer Schuhfirma (Vans) unterschrieb, sondern auch zusammen mit Tony Alva der erste, welcher den ersten offiziellen Skateschuh als Athlet designen durfte. Daraufhin begann er auch, mit Herstellern neue Skateboard Designs zu entwickeln und traf mit seinem Warp Tail Design den Nerv der Zeit. Das Brett wurde zum auflagenreichsten Skateboard aller Zeiten, war ein internationaler Bestseller und brachte dem Hersteller G&S (Gordon & Smith) große Gewinne. Auch Fernseh- und Gastauftritte in populären Serien wie Charlie’s Angels bestätigten seine Omnipräsenz im professionellen Skateboard-Sport.
Zusammen mit George Powell gründete er die bald bekannte Skateboardfirma Powell & Peralta. Dank des finanziellen Rückhalts konnte Peralta bereits 1976 die Bones Brigade gründen, eine Skatergruppe, für welche er die besten Skateboarder der Zeit auswählte und die das moderne Skateboarden stark mitbeeinflusste. Er begann mit Craig Stecyk seine ersten Skateboard-Demovideos zu drehen und schuf damit den Grundstein für viele Karrieren heute berühmter Skateboarder. Einer der bekanntesten Filme dieser Zusammenarbeit ist sicherlich The Search for Animal Chin aus dem Jahr 1987, welcher unter anderem auch Tony Hawk präsentierte. Die Videos, die er für Powell & Peralta drehte, gehören bis heute zu den einflussreichsten und waren mitverantwortlich für den dritten Skateboard-Boom. 

### Film
1992 begann Peralta hauptberuflich als Regisseur und Produzent für das Fernsehen zu arbeiten und verließ Powell & Peralta. Seine fortbestehende Liebe für das Brett manifestierte sich 2001 in Dogtown & Z-Boys, einem autobiografischen Dokumentarfilm über die frühen Jahre des Freestyle Skateboardens, und Riding Giants, einer Dokumentation über das Big wave- und Tow-in surfing. Dogtown and Z-Boys gewann 2001 den Publikumspreis und den Regiepreis auf dem Sundance Film Festival. Peralta schrieb auch das Drehbuch zum Hollywood-Spielfilm Dogtown Boys (2005), welcher jedoch in der Skateszene eher mäßig angenommen wurde.
Heute lebt Peralta in Santa Monica, Kalifornien und ist nach wie vor im Skatebereich tätig. Seine Erfahrungen als Skateboarder und Dokumentarfilmer flossen ins Videospiel Tony Hawk’s Underground ein, wo er sich selbst spielte.
Die Unruhen in Los Angeles 1992 hatten Peralta so nachhaltig beeindruckt, dass er 15 Jahre später eine Antwort auf die Frage suchte, warum es in seiner Heimatstadt seit über 40 Jahren immer wieder zu bürgerkriegsähnlichen Auseinandersetzungen kam. Er drehte die Dokumentation Crips and Bloods über die gleichnamigen zwei vorherrschenden Gangs in Los Angeles.